# Wawrzyniec Lanckoroński
Wawrzyniec Lanckoroński z Brzezia herbu Zadora (ur. 1686 - zm. 14 czerwca 1756) – starosta stopnicki w 1717 roku, marszałek księstw oświęcimskiego i zatorskiego w konfederacji dzikowskiej w 1734 roku. Komisarz na sądy lubelskie w 1727, pan na Wodzisławiu, właściciel Żwańca i dóbr na Podolu.
Poseł na sejm z limity 1719/1720 roku z województwa krakowskiego. Poseł z księstw oświęcimskiego i zatorskiego na sejm 1732 roku, poseł województwa sandomierskiego na sejm nadzwyczajny 1733 roku. Jako poseł na sejm konwokacyjny 1733 roku z województwa krakowskiego był członkiem konfederacji generalnej zawiązanej 27 kwietnia 1733 roku na tym sejmie. Jako deputat księstw oświęcimskiego i zatorskiego podpisał pacta conventa Stanisława Leszczyńskiego w 1733 roku. Poseł województwa krakowskiego na sejm zwyczajny pacyfikacyjny 1735 roku.